# Edişə (Cəlilabad)
Edişə è un comune dell'Azerbaigian situato nel distretto di Cəlilabad. Conta una popolazione di 710 abitanti.